# Ismael Ruiz
Ismael Ruiz Salmón (Santander, 7 de julho de 1977) é um ex-futebolista profissional espanhol que atuava como meio-campista, medalhista olímpico.

## Carreira
Ismael Ruiz representou a Seleção Espanhola de Futebol, nas Olimpíadas de 2000, medalha de prata. 